# Braździeliszki
Braździeliszki – dawna wieś. Tereny, na których była położona, leżą obecnie na Białorusi, w obwodzie witebskim, w rejonie brasławskim, w sielsowiecie Opsa.

## Historia
W czasach zaborów w granicach Imperium Rosyjskiego.
W latach 1921–1939 wieś a następnie kolonia leżała w Polsce, w województwie nowogródzkim (od 1926 w województwie wileńskim), w powiecie dziśnieńskim (od 1926 w powiecie brasławskim), w gminie Bohiń, a następnie w gminie Opsa.
Według Powszechnego Spisu Ludności z 1921 roku zamieszkiwało tu 27 osób, 22 były wyznania rzymskokatolickiego, a 5 prawosławnego. Jednocześnie 22 mieszkańców zadeklarowało polską przynależność narodową, a 5 białoruską. Było tu 5 budynków mieszkalnych. W 1931 w 5 domach zamieszkiwały 33 osoby.
Wierni należeli do parafii prawosławnej w Bohiniu i rzymskokatolickiej w Opsie. W 1933 miejscowość podlegała pod Sąd Grodzki w Opsie i Okręgowy w Wilnie; właściwy urząd pocztowy mieścił się w Opsie.